# Chionaema rubrifasciata
Chionaema rubrifasciata là một loài bướm đêm thuộc phân họ Arctiinae, họ Erebidae.